# EMI Music Japan
EMI Music Japan Inc. (株式会社 EMI ミュージック ジャパン, Kabushiki Kaisha Īemuai Myūjikku Japón) (Anteriormente Toshiba EMI (株式会社 東芝イーエムアイ, Toshiba Kabushiki Kaisha Īemuai), Es una de las compañías de música más importante de Japón. Se creó de una filial de música británica EMI en 2007 después de que Toshiba vendió su participación al anterior, el 45%. El 1 de abril de 2013, la empresa se consideró desaparecida, como parte de la absorsión en Universal Music Japan, se creó una subetiqueta llamada EMI Records Japan.

## Artistas
- 100s
- 175R
- 9mm Parabellum Bullet
- A-Mei
- Acidman
- Ace of Base
- Hiromitsu Agatsuma
- Aina
- Air
- AK
- The Alfee
- Alpha
- amin
- Base Ball Bear
- Be the Voice
- Bentley Jones
- Billyken
- BinetsuDanju
- Boogaloob
- Bomb Factory
- The Boom
- Boøwy
- The Captains
- chenmin
- chirinuruwowaka
- Clip Crhymerz
- coba
- Core of Soul
- Dabo
- Dustbox
- Detroit7
- Electrical Loverse
- Elephant Kashimashi
- Fire Ball
- Fujifabric
- GLAY
- GO!GO!7188
- Yuko Goda
- Great Adventure
- Great3
- Akiko Hamada
- Hanaregumi
- Hiroko Hattori
- Asuka Hayashi
- Heart Bazaar
- Hi-D
- Hi-Timez
- Himekami
- IU
- Kyosuke Himuro
- Tadashi Hirosawa
- Aya Hiroshige
- Minako Honda
- Nanase Hoshii
- Tomoyasu Hotei
- Hungry Days
- Mio Isayama
- Miki Imai
- Jacks
- Jackson vibe
- Jun
- Joujouka
- Jyongri
- Keyco
- Kishidan
- Chieko	Kishi
- Aimi Kobayashi
- Kei Kobayashi
- Lover Callots
- Noriyuki Makihara
- Makiyo
- Ryouji Matsuda
- Takashi Matsunaga
- Yumi Matsutoya
- Ayako Matsuyama
- Kazuko Mifune
- Minustars
- Osamu Miyaji
- Miyavi
- Kazufumi Miyazawa
- Aiko Moriyama
- Myco
- Reichi Nakaido
- Kazuyoshi Nakamura
- Mitsuko Nakamura
- Number Girl
- Kyo Obara
- Maki Ohguro
- Aiko Okamura
- Chihiro Onitsuka
- Noboyuki Oono
- Taeko Oonuki
- Vanesa Oshiro
- Koutarou Oshio
- Yuki Otake
- Kenji Ozawa
- Papa B
- PE'Z
- Phones
- Puppypet
- Radwimps
- RBD
- Room
- Saigenji
- Kyu Sakamoto
- Fuyumi Sakamoto
- Sakura
- AkiraSenju
- Sex Machineguns
- Ringo Shiina
- Shin Seung Hun
- Kazuo Shirane
- SHINee
- Sion
- Sister Q
- Smile.dk
- Snow
- Something ELse
- Sophia
- Splash Candy
- Springs
- Straightener
- Nobuya Sugawa
- Super Bell"z
- Super Butter Dog
- Maki Takamiya
- Tomomi	Tanimoto
- Naoko Terai
- Three Nation
- Hideki	Tougi
- T-ara
- Tiggy
- Tokyo 60Watts
- Tokyo Jihen
- Tortoise Matsumoto
- Tsubaki
- Nami Uehara
- Ulfuls
- Utada Hikaru
- Wands
- WeiWei
- Wu Fang
- Hitomi Yaida
- Eikichi Yazawa
- Kazuha Yasuda
- Yakko for Aquarius
- Yuria Yato
- Yutaka Yamakawa
- Kumiko Yamashita
- Yang Sook Yung
- Yuu
- Yuri Chibana
- Yukawa Shione
- Saori Yuki&Sachiko Yasuda
- Yoshii Lovinson
- Yoriko